# Афрички савански слон
Афрички слон (лат. Loxodonta africana) је највећи копнени сисар на свету и највећи у роду Loxodonta којем још припада и афрички шумски слон. Раније су ове две врсте биле класификоване као једна.

## Опис
Афрички слон је огромна животиња. Дужина тела се обично креће од 6 до 7,3 метара, просечна висина мужјака у раменима се креће око 3,20 m, а тежина око 6,00 t, женке су много ниже, високе су у раменима око 2,60 m и тешке 3,00 t. Најкрупније јединке су достизале висину од 3,96 метара у раменима и тежину од 10,4 t. Године 1955. у Анголи је убијен досада највећи измерен слон - био је то мужјак тежак преко 12 тона и висок 5,1 m. Његово тело је изложено у Природњачком националном музеју у Вашингтону.
Слонове карактерише велика глава на којој се налазе два велика уха која покривају рамена и одају сувишну топлоту; дугачка и мишићава сурла; упадљиве беле кљове које поседују оба пола и кратак врат. Имају ваљкасто, гломазно тело које почива на четири дугим и тешким ногама и на чијем крају се налази релативно кратак реп са црним длакама.
Кљове за годину дана порасту између 15-18 cm. Сурла коју сачињава више од сто мишића тежи око 150 kg, настала је спајањем горње усне и носа и еволуирала у невероватно покретан и осетљив орган мириса и додира и врло корисно оруђе.
Животиња је заштићена тешким али савитљивим слојем сиво-браон коже. Задње ноге имају три прста који формирају копито, док број на предњим ногама варира између четири и пет.

## Станиште
Станишта у којима живе врло су различита. Живе претежно у саванама, често их се среће и у мочварама и речним долинама. Ретко залазе у шуме, то је станиште шумских слонова, а у правилу не настањују пустиње. Једини је изузетак пустиња Намиб у којој живи једна популација која се прилагодила тим условима. Поред тога, слонове се може срести и у планинама до висине од 5.000 м, али су они ипак животиње низина.
Јако мало врста може прилагодити свој властити околини као што то слонови могу. Они уништавају грмље, извлаче стабла до корења и гомилају блато што може довести до ерозије. Ово уништење такође претвара шумовита подручја у травњаке који су потребни животињама које пасу. Слонови стварају водене јаме копањем у сувим коритима реке. Облажу се блатом с ивица водених извора како би се заштитили од сунца и паразита и тако повећавају водене јаме. Они могу "направити" нове, али и повећати постојеће пећине у потрази за неопходним минералима и, нарочито, соли. Те шпиље користе као станиште и склониште за многе, различите врста. Када слонови ходају, они ускомешају кукце што користе птице које се хране кукцима, али и оне које једу сјеме биљки које пролази кроз цревни тракт слонова непробављено.
Афричка биљка (Solanum aethiopicum) расте само пошто прође кроз њихов цревни тракт и буде нађубрена слоновском балегом.

## Начин живота и размножавање
Животни век слонова један је од најдужих у свету сисара – око седамдесет година. Њихова се старост може одредити успоређивањем висине тела или дужине кљова с водећом женком крда (матријарх). Ту су и компликованије методе као што је мерење масе очног сочива слона непосредно после смрти. Њихове се уши савијају према телу током старења. Такође могу оболети од артритиса, туберкулозе или крвних болести као што је септикемија (тровање крви). Случајна смрт може наступити ако слон падне низ брег или ако изгуби борбу с другим слоном. Смрт изазвана криволовом премашује било какве природне или случајне разлоге угинућа код слонова.
Афрички слонови путују дању или ноћу у нетериторијалним крдима која могу достићи и бројку од 200 слонова, чак и више стотина током киша. Њихово се друштво темељи на социјалној матријархалној заједници. Матријарх је најстарија женка која води клан који обично чини од 9 па до 11 слонова. Само су блиско сродне женке и њихово потомство део овог крда зато што мужјаци једном када постану полно зрели напуштају крдо у којем су рођени и одрасли, и настављају самотњачки живот. Добробит крда овиси о водству матријарха. Она одлучује када се одмарају, купају, једу или пију, те када треба напустити неко подручје јер су резерве хране исцрпљене. Поред тога, од меморије матријархиње зависи судбина крда у раздобљима велике суше. Она се тада мора сетити места на коме је била раније, а где је сигурно да ће крдо наћи воду.
Како матријархиња бива ограничена старењем, око 50-60 године, следећа је најстарија женка у крду замењује и она бива или напуштена или сама одлази. Женке у крду вежбају мајчинство тако што бивају заменске мајке младунчади других слоница. Док одрасли спавају, ове "заменске" мајке морају заштити бебе и вратити их ако одлутају предалеко. Мужјаци остављају крдо када достигну полну зрелост и путују сами или у крду других младих мужјака. Око двадесет и пете године почињу се такмичити за женке. Слонови демонстрирају своју доминацију дизањем главе, сурле и ушију. Такође ударају ушима, тресу главом, тутњају и раде звукове сличне труби. Потчињеност показују равнањем ушију, спуштањем главе, колебањем и трљањем очију.
Афрички слонови типично су активни током дана, али крда у подручјима високе људске активности често постају примарно ноћне животиње.

## Звери
Већина одраслих слонова није угрожена од звери. Криволовци су једини предатори одраслих слонова, али се може догодити да понеко младунче уграбе лавови или хијене. Ако осете близину звери, највећи слонови инстиктивно окупљају младунчад на хрпу око матријарха. Затим обликују кругове око групе рањивијих припадника крда, који чине заштиту коју звери не могу пробити.

## Исхрана
Слонови једу вегетацију као што је лишће, корење, кора дрвета, трава и воће. Сваки дан они могу појести од 100 до 300 килограма хране и попити и до 190 литара воде. Тијеком кишних раздобља слонови једу траву и биље слично папирусу (Cyperus papyrus) и биљку звану „мачји реп” (Typha augustifolia). Током сушних раздобља у савани једу лишће скупљено с трновитих стабала, често акација, и грмља. Мочваре су задње место где ће ићи по храну због тога што мочварна вегетација садржи мало храњивих ствари. Додуше, умирући су слонови често нађени у овим подручјима због тога што је ова вегетација мекша, а старим слоновима често недостају зуби.

## Размножавање
Слонови немају специфичну сезону парења. Током кишних раздобља репродукцијска је стопа виша док сушни услови резултирају нижом репродукцијском стопом. Након раздобља скотности које траје 22 месеца, рађа се једно младунче тешко око 120 до 130 килограма. Двоје је младунчади реткост. Кратко време након рођења, оно је већ способно инстиктивно пратити своју мајку. Женке имају младунче сваких четири до девет година. Старија се младунчад одвикава од сисања неколико месеци пре него што се окоти сљедећи младунац. Полну зрелост женка достиже у доби између 10 и 12 година.

## Однос људи и слонова
Људи су раније извлачили корист од слоноваче која је била употребљена за накит, скулптуре, типке за клавире и оружја. Њихова кожа је понекад била употребљена за одећу и покриваче, а локални људи јели су њихово месо.
Екотуристичке активности омогућиле су да се афрички слонови виде у дивљини и управо то омогућује значајне изворе прихода за неке регионалне економије у Африци.
Слонови једу дневно велике количине хране, а често у свом природном станишту због његовог уништавања од стране људи, више не могу пронаћи довољне количине. Лутање у потрази за храном понекад резултира уништењем усева и оштећивањем села, што са собом доноси нетрпељивост и огорчење месног становништва.

## Статус угрожености
Акт о очувању афричког слона из 1988. године данас се проводи, а он забрањује било какво трговање слоновачом. Статус врсте промењен је на ЦИТЕС-овој листи, то јест прије је била дозвољена контролисана трговина слоноваче, а сада је потпуно забрањена.
Иако неки програми очувања слонова нуде награде и накнаду штете коју почине слонови на усевима, људи су учинили помаке како би очували слонове и научили живели заједно с њима без икакве новчане награде. Станице које се баве очувањем слонова постоје у Африци, а друштва која их подупиру постоје диљем свијета у Камеруну, Енглеској, Немачкој, Кенији, Низоземској, Шри Ланки, Јужноафричкој републици, Зимбабвеу, Шведској, Танзанији, Тајланду и у САД. Неки паркови и друга подручја која људи све више насељавају, морају контролисати број слонова такозваним контролисаним убијањем или их расељавају на подручја на којима их нема довољно, јер екосистем на одређеном подручју може без трајних посљедица прехранити само одређени, ограничени број слонова.